# Аськиярви
Аськиярви — пресноводное озеро на территории Кестеньгского сельского поселения Лоухского района Республики Карелии.

## Общие сведения
Площадь озера — 4,6 км², площадь водосборного бассейна — 19,5 км². Располагается на высоте 106,1 метров над уровнем моря.
Форма озера лопастная. Берега изрезанные, каменисто-песчаные, преимущественно возвышенные, скалистые.
Из залива на южной стороне озера вытекает безымянный водоток, который, протекая ниже течением через озеро Нижнее Аськиярви, впадает в Тумчаозеро, соединяющееся с Сушозером, через которое протекает река Ковда, впадающая, в свою очередь, в Белое море.
В Аськиярви расположено более десяти небольших безымянных островов, рассредоточенных главным образом возле берегов водоёма.
Населённые пункты и автодороги вблизи водоёма отсутствуют.
Код объекта в государственном водном реестре — 02020000611102000001280.